# Linia kolejowa Vienenburg – Langelsheim
Linia kolejowa Vienenburg – Langelsheim – dawna niezelektryfikowana linia kolejowa w kraju związkowym Dolna Saksonia, w Niemczech. Łączyła Vienenburg z Langelsheim. 